# 카탕가주

카탕가 주의 위치

카탕가주(프랑스어: Province du Katanga)는 콩고 민주 공화국 남부에 위치했던 주로 주도는 루붐바시이며 면적은 496,871km2, 인구는 4,125,000명(1998년 기준), 인구 밀도는 8.3명/km2이다. 2015년 새 헌법에 따라 4개 주(탕가니카주, 오트로마미주, 루알라바주, 오트카탕가주)로 분할되었다.
탕가니카호와 접하며 앙골라, 잠비아와 국경을 접했다. 1971년부터 1997년까지 자이르 시절까지는 샤바주(Shaba)라고 부르기도 했으며 과거 콩고 민주 공화국을 식민 통치했던 벨기에보다 면적이 넓었다. 카탕가 고원에 거주하는 주민들은 농업과 목축업에 종사했다. 주 동부에는 지하 자원이 풍부한 것으로 알려져 있었는데 주로 코발트와 구리, 주석, 라듐, 우라늄, 다이아몬드가 채굴되었다.

## 같이 보기
- 카탕가국